# ’s-Hertogenbosch (stacja kolejowa)
’s-Hertogenbosch – stacja kolejowa w ’s-Hertogenbosch, w prowincji Brabancja Północna, w Holandii.
Stacja została otwarta 1 listopada 1863 roku i leży na Staatslijn H (Utrecht – Boxtel).

## Miejsca docelowe
Z stacji tej można dojechać pociągiem do: Utrechtu, Amsterdamu, Zaandam, Alkmaar, Eindhoven, Roermond, Sittard, Heerlen, Maastricht, Amsterdam Airport Schiphol, Zwolle, Deventer, Zutphen, Arnhem, Nijmegen, Tilburga, Breday, Roosendaal, Zaltbommel i Oss.